# جوزيبي غالو
جوزيبي غالو (14 يناير 1940 كاستيلاماري دي ستابيا إيطاليا - ) هو لاعب كرة قدم إيطالي يلعب كمهاجم.